# 機械論的唯物論
機械論的唯物論（きかいろんてきゆいぶつろん、mechanical materialism）は、人間の意識や有機生命を自然的物質に還元し、全て力学的な法則によって説明する機械論に基づく唯物論の一つで、全ての存在に自然科学的方法論を適用しようとする形而上学的唯物論の一種である。
機械論的唯物論は、まずギリシャにおいてデモクリトスによって完成され、17世紀以降、自然科学の成長に並行し、近代市民によって深化されていった。
デカルトの二元論、ホッブス、スピノザの唯物論などは、唯物論としては機械論的唯物論に属し、18世紀に入ると、ラ・メトリー、エルヴェシウス、ドルバック、ディドロなどフランスの唯物論者がこの立場を徹底した。